# П'єр Рейе
П'єр Рейе (фр. Pierre François Olive Rayer) — французький дерматолог, найбільш відомий своїми роботами з анатомії, патології та фізіології.

## Біографія
Він розпочав навчання медицині в Каенському університеті та завершив його в Парижі, у Практичній школі вищих досліджень, у Готель-Д'ю (Hôtel-Dieu de Paris) та у Королівському будинку здоров'я (фр. Maison Royale de Santé). У 1813 році він проходив стажування, а в 1818 році отримав ступінь доктора медицини, захистивши дисертацію під назвою «Стислий огляд скороченої історії патологічної анатомії». У 1822 році він став автором важливої праці, присвяченої епідемії англійської пітниці в Сен-е-Уазі.
Бажаючи продовжити кар'єру вчителя, він хотів під час Реставрації піти на агрегаційний конкурс, але, увійшовши у протестантську родину, не зміг зареєструватися. Проте у 1823 році став членом нещодавно створеної Паризької академії медицини у віці лише 30 років, незважаючи на те, що одружився з протестанткою. Тоді у Франції панував ревний католицький уряд.
Банкір Александре Агуадо (Alexandre Aguado) узяв його своїм лікарем, і відтоді його клієнтура стала чисельною та прибутковою. Призначений лікарем лікарні Сент-Антуан (Hôpital Saint-Antoine) у 1825 році, лікарні Шаріте (Hôpital de la Charité de Paris) у 1832 році (де залишався до виходу на пенсію). Згодом став лікарем-консультантом короля Луї-Філіпа.
У 1835 році описав дерматологічні прояви туберозного склерозу в дерматологічному атласі.
У 1848 році разом із кількома молодими лікарями заснував Біологічне товариство (Société de biologie), президентом якого був обраний. Рейе також був першим ініціатором і першим президентом Генеральної асоціації медиків, корпоративного об'єднання, заснованого в 1858 році, яке існує досі.
У 1862 році, коли йому було майже 70 років, був призначений професором порівняльної медицини і деканом медичного факультету.
Рейе був видатним діагностом, чиї дослідження охоплювали патологічну анатомію та фізіологію, спеціальну патологію, терапію, епідеміологію, паразитологію, порівняльну патологію та природну історію. Його найважливішою роботою була тритомна книга про хвороби нирок, опублікована з 1837 по 1841 рік. У 1837 році він був першим, хто описав сап у людини.
Рейє був високого зросту зі схильністю до повноти. Політично був лібералом і радше вільнодумцем, хоча був одружений і похований за релігійними обрядами. Підтримував дружні стосунки з кількома послідовниками Сен-Сімона, такими як банкіри Гюстав і Адольф д'Ейхталь, натураліст Етьєн Жоффруа Сент-Ілер і письменниця Жорж Санд. Його дружба з Емілем Літтре тривала з 1824 року до самої смерті.
У 1850 році Рейє опублікував роботу про сибірку, яка містила перший опис Bacillus anthracis, виявлену Казимиром Давайном у овець.
З 1822 року Рейє був співредактором часопису «Ревю медицини» (фр. Revue de médecine), а з 1830 року також «Універсального і щотижневого журналу практичної медицини і хірургії та лікувальних установ» (фр. Journal universel et hebdomadaire de médecine et de chirurgie pratiques et des institutes médicales).

## Медичні об'єкти, названі на його честь
- Хвороба Рейе — захворювання, яке характеризується вітиліго шкіри, хронічною жовтяницею, спленомегалією та гепатомегалією, що є наслідком біліарного цирозу. [5]
- Вузлики Рейе — жовті ксантоми, які він вперше описав[6].

## Основні публікації
- Sommaire d’une histoire abrégé de l’anatomie pathologique. Thèse de Paris. Paris, Gabon & Méquignon-Marvis, 1818. / Короткий виклад скороченої історії патологічної анатомії.
- Mémoir sur le delirium tremens. Paris, Baillière, 1819. / Нотатки про білу гарячку.
- Histoire de l’épidemie de suette miliaire qui a régné en 1821 dans les départements de l’Oise et de Seine-et-Oise. Paris, Baillière, 1822. / Історія епідемії міліарної пітниці, яка відбулася в 1821 році в департаментах Уаза і Сена-і-Уаза.
- Rapport sur l’origine . . . de la fièvre jaune qui a regné en 1821 à Barcelone etc. Paris, 1822. / Звіт про походження... жовта гарячка, яка панувала в Барселоні в 1821 р. тощо.
- Traité théorique et pratique des maladies de la peau fondé sur de nouvelles recherches d’anatomie et de physiologie pathologique. 2 volumes and atlas. Paris and London, 1826, 1827 / Теоретико-практичний трактат про шкірні захворювання на основі нових досліджень анатомії та патологічної фізіології.
- Traité des maladies des reins et des altérations de la sécretion urinaire. 3 volumes with atlas. Paris, Baillière, 1837-1841. / Лікування захворювання нирок і зміни сечовипускання.
- De la morve et du farcin chez l’homme. Paris, Baillière, 1837; / Виділення з носа та вміст його у людини.
- Recherches sur une espèce particulière d’hématurie endémique à l’isle de France (Saint-Maurice) etc. Paris, 1839. / Дослідження певного виду гематурії, ендемічного для острова Франція Сен-Моріс тощо.
- Cours de médecine comparée. Paris, Baillière, 1863 / Курс порівняльної медицини.